# 椿年杜鹃
椿年杜鹃（学名：Rhododendron chunnienii）为杜鹃花科杜鹃花属下的一个种。

## 扩展阅读
- 維基物種上的相關：椿年杜鹃